# Harmer-Gletscher
Der Harmer-Gletscher ist ein 5 km langer Gletscher auf Südgeorgien. Er fließt vom Starbuck Peak in südwestlicher Richtung und mündet unmittelbar nördlich der Bucht Ranvik an der Südküste der Insel in den Südatlantik.
Der South Georgia Survey kartierte ihn im Zuge seiner von 1951 bis 1957 dauernden Vermessungskampagne. Das UK Antarctic Place-Names Committee benannte ihn 1958 nach dem britischen Zoologen Sidney Frederic Harmer (1862–1950), der von 1924 bis 1942 dem Beratergremium der britischen Discovery Investigations angehört hatte.